# Château de la Chalupie
Le château de la Chalupie (ou de la Chaloupie) est un château français implanté sur la commune d'Eyliac dans le département de la Dordogne, en région Nouvelle-Aquitaine.

## Présentation

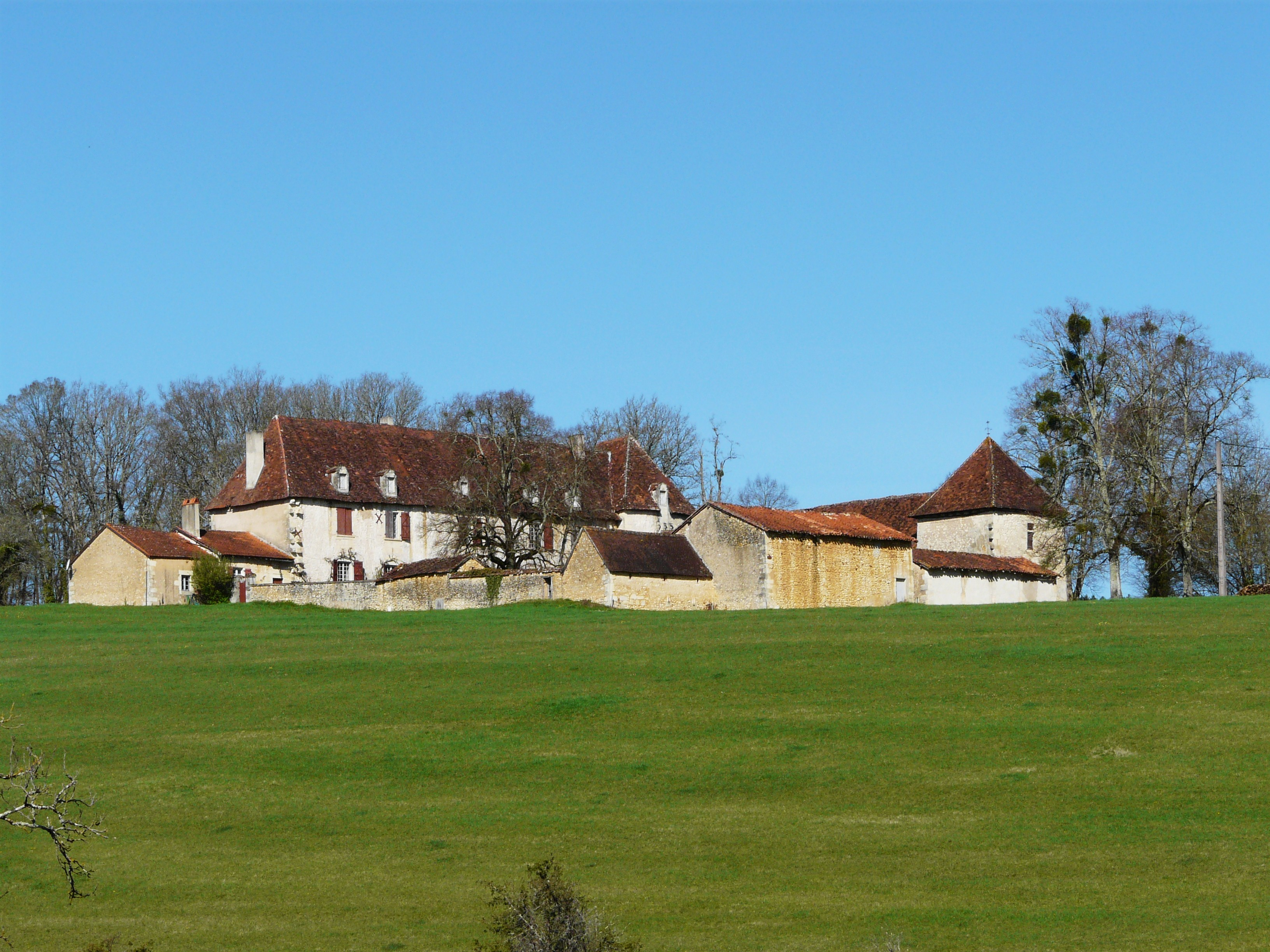
Le château sur sa colline.

Sur une colline entre l'autoroute A89 et la route départementale 6E, le château de la Chalupie est implanté en Périgord blanc, au centre du département de la Dordogne. Il se situe, en distances orthodromiques, un kilomètre à l'ouest du village d'Eyliac.
C’est une propriété privée.

## Historique
Le  château actuel date du XVIIe siècle et fait suite à un ancien repaire noble, déjà connu au tout début du XVIe siècle.

## Architecture
Autour d'une cour carrée se trouvent le logis côté ouest faisant face à l'entrée côté est. Un simple mur barre le côté sud. Le logis possède encore quelques mâchicoulis et son portail encadré par deux pilastres est surmonté d'un fronton de forme trapézoïdale.

## Galerie de photos

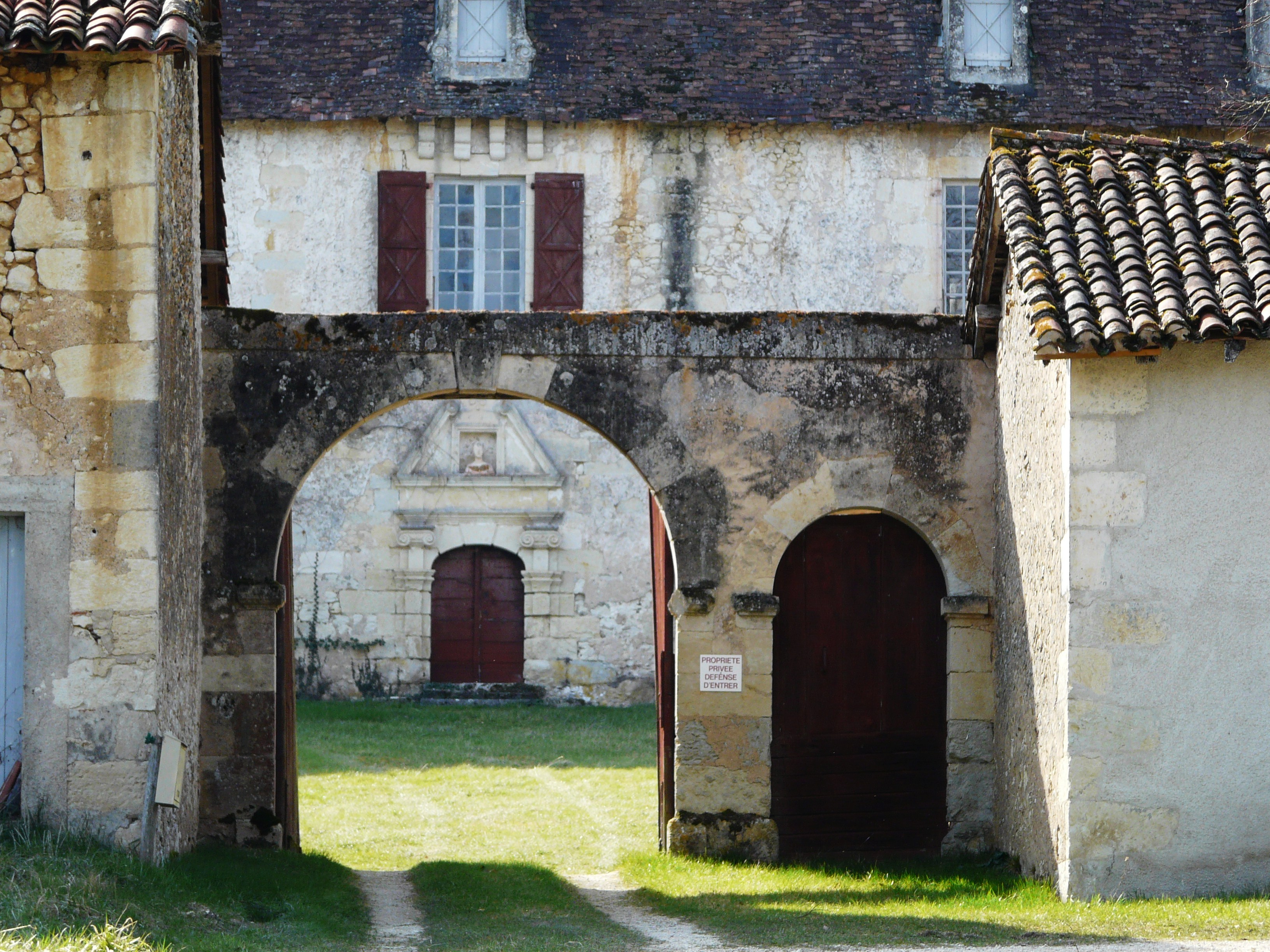
L'entrée du château.
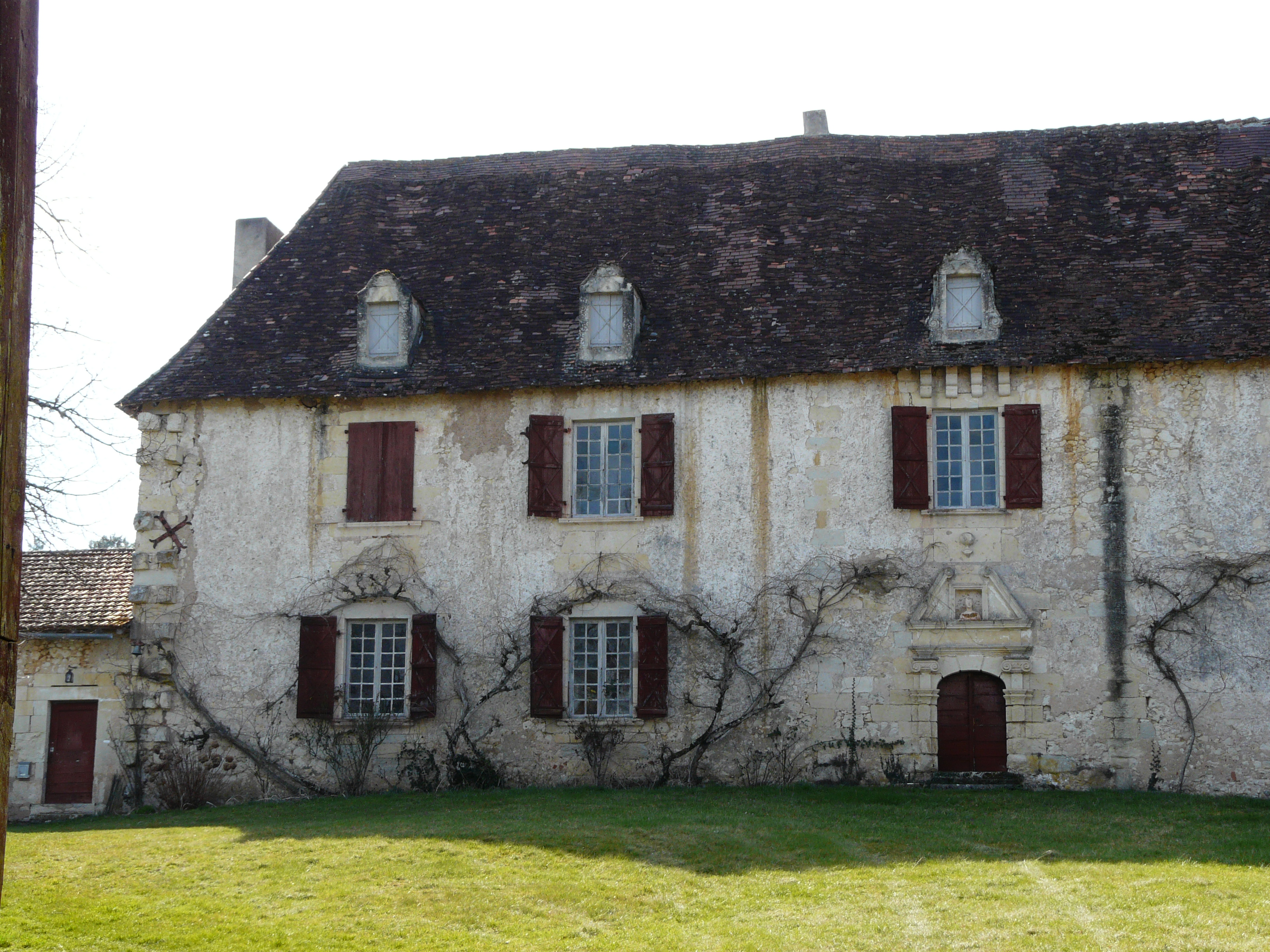
L'aile sud du logis.
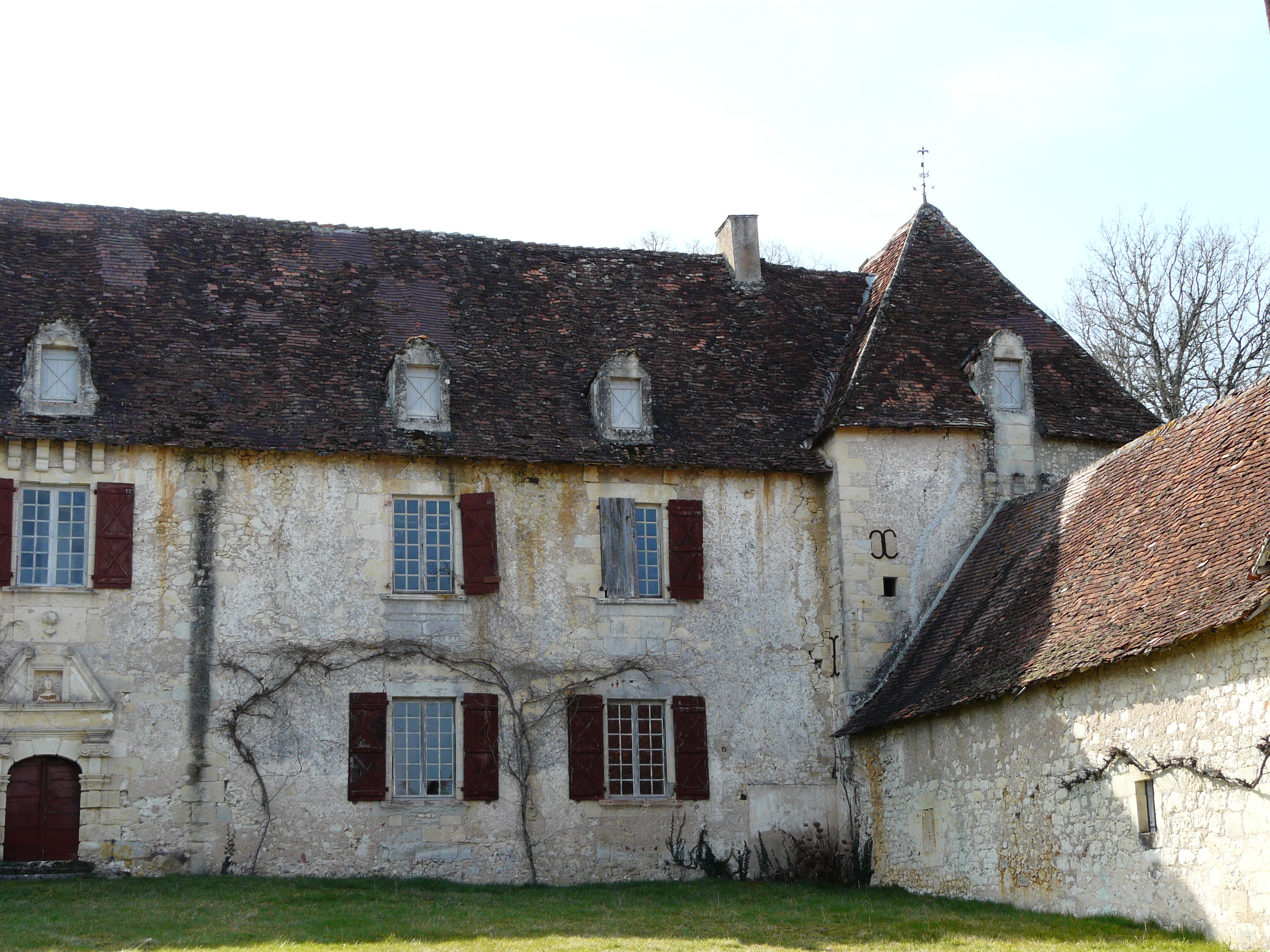
L'aile nord du logis.
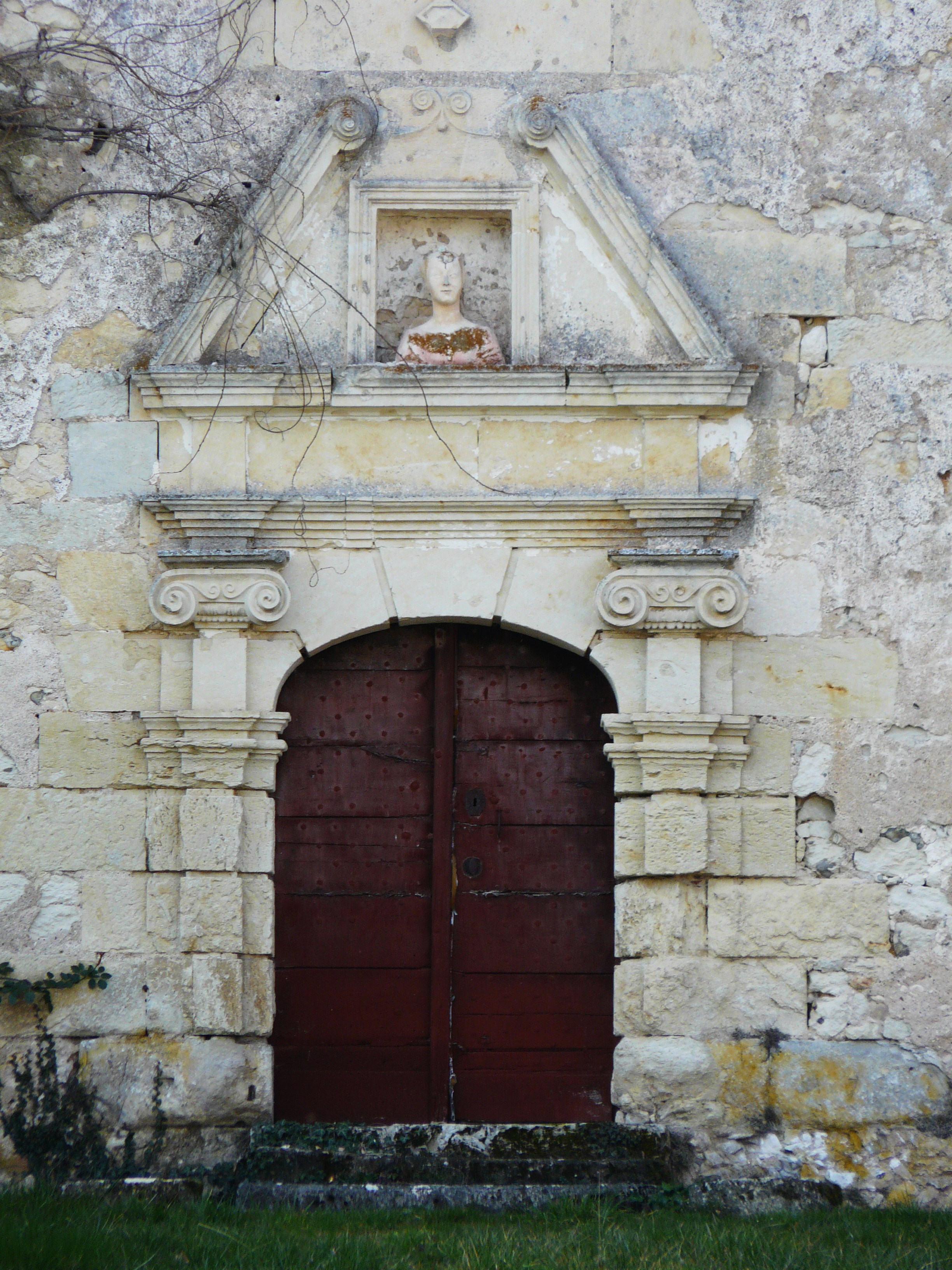
Le portail du logis.